# Woodlawn Park (Kentucky)
Woodlawn Park és una població dels Estats Units a l'estat de Kentucky. Segons el cens del 2000 tenia 1.033 habitants.

## Demografia
Segons el cens del 2000, Woodlawn Park tenia 1.033 habitants, 428 habitatges, i 312 famílies. La densitat de població era de 1.595,4 habitants/km².
Dels 428 habitatges en un 29,7% hi vivien nens de menys de 18 anys, en un 60,7% hi vivien parelles casades, en un 10,3% dones solteres, i en un 27,1% no eren unitats familiars. En el 25% dels habitatges hi vivien persones soles l'11% de les quals corresponia a persones de 65 anys o més que vivien soles. El nombre mitjà de persones vivint en cada habitatge era de 2,41 i el nombre mitjà de persones que vivien en cada família era de 2,89.
Per edats la població es repartia de la següent manera: un 22% tenia menys de 18 anys, un 4,3% entre 18 i 24, un 31,6% entre 25 i 44, un 24,1% de 45 a 60 i un 18,1% 65 anys o més.
L'edat mediana era de 40 anys. Per cada 100 dones de 18 o més anys hi havia 88,8 homes.
La renda mediana per habitatge era de 55.000 $ i la renda mediana per família de 61.016 $. Els homes tenien una renda mediana de 45.357 $ mentre que les dones 33.365 $. La renda per capita de la població era de 27.446 $. Entorn de l'1,3% de les famílies i l'1,6% de la població estaven per davall del llindar de pobresa.

## Poblacions més properes
El següent diagrama mostra les poblacions més properes.